# گل‌شار

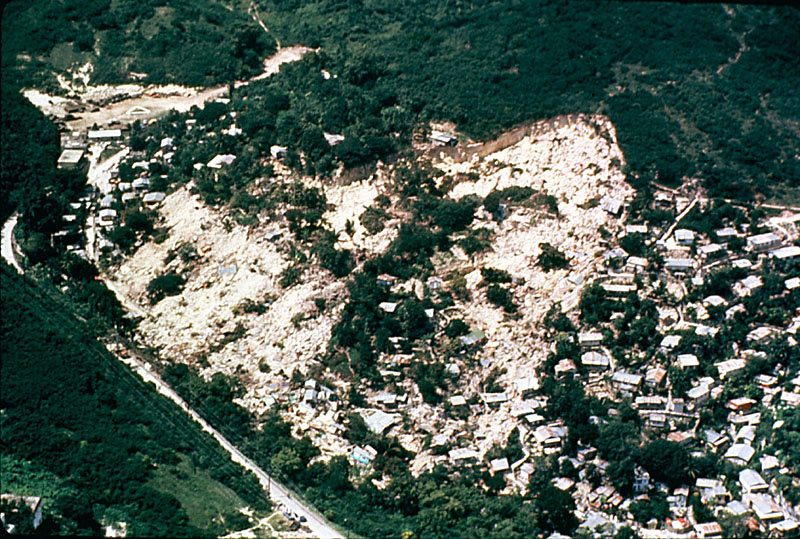
حادثه گل‌شار در پورتوریکو که بر اثر توفان ایزابل در سال ۱۹۸۵ رخ داد وو باعث نابودی ۱۰۰ خانه و کشته شدن ۳۰۰ نفر شد.

گِل‌شار یا جریان گِل (انگلیسی: Mudflow) نوعی از حرکت‌های توده‌ای است که دارای جریان بسیار سریع و خروشان واریزه‌هایی است که بخشی از آن یا تمامی آن از حجم زیادی از آب اشباع شده است.
جریان گل دارای درصد زیادی رس است که باعث حرکت بیشتر آن نسبت به جریان واریزه‌ای می‌شود؛ بنابراین این پدیده قادر به طی مسافت بیشتر و بر روی شیب‌های کمتر نسبت به جریان واریزه است. جریان گل و جریان واریزه هر دو ترکیبی از مواد با ابعاد مختلف هستند که بر حسب اندازه ذرات نهشته می‌شوند.
جریان‌های گلی اغلب گل‌لغزش (mudslide) نیز نامیده می‌شوند که به توده‌های بزرگ و مختلف ناشی از حرکات دامنه‌ای اطلاق می‌شود.
لاهار نیز یکی از انواع جریان گلی به‌شمار می‌رود.